# Serhij Hładyr
Serhij Wiktorowycz Hładyr (ukr. Сергій Вікторович Гладир; ur. 17 października 1989 roku w Mikołajowie) – ukraiński koszykarz grający na pozycji rzucającego obrońcy, obecnie zawodnik AS Monaco.
W 2009 roku został wybrany w drugiej rundzie draftu NBA przez Atlanta Hawks. Reprezentował ten zespół podczas letniej ligi NBA w 2010 i 2013 roku.

## Osiągnięcia
Stan na 10 kwietnia 2017, na podstawie, o ile nie zaznaczono inaczej.
Drużynowe
- Zdobywca pucharu:
  - Francji (2014)
  - Liderów Francji (2016, 2017)
- Finalista superpucharu Francji (2013)

Indywidualne
- MVP pucharu liderów Francji (2017)
- Najlepszy nowo przybyły zawodnik ligi ukraińskiej (2008 według eurobasket.com)[6]
- Uczestnik meczu gwiazd ligi:
  - ukraińskiej (2009)
  - francuskiej (2016/17)[7]
- Zaliczony do (przez eurobasket.com):
  - I składu zawodników krajowych ligi ukraińskiej (2008, 2009)[6][8]
  - składu honorable mention ligi ukraińskiej (2008, 2009)[6][8]
- Zwycięzca konkursu rzutów za 3 punkty:
  - hiszpańskiej ACB (2011, 2013)
  - ligi ukraińskiej (2009)
- Uczestnik Eurocampu Reebok (2009)

Reprezentacja
- Wicemistrz Europy U–20 dywizji B (2007)
- Uczestnik:
  - mistrzostw świata (2014 – 18. miejsce)
  - mistrzostw Europy:
    - 2011 – 17. miejsce, 2013 – 6. miejsce)
    - U–20 (2007 – dywizja B, 2008 – 8. miejsce)
    - U–18 (2006 – 16. miejsce)

  - turnieju Alberta Schweitzera (2006)